# Leucopis fiorii
Leucopis fiorii är en tvåvingeart som beskrevs av Raspi 1986. Leucopis fiorii ingår i släktet Leucopis och familjen markflugor.
Artens utbredningsområde är Italien. Inga underarter finns listade i Catalogue of Life.